# Latonia
Latonia — рід жаб родини Повитухові (Alytidae). Рід представлений єдиним сучасним рідкісним видом, що поширений в Ізраїлі та кількома викопними видами, що відомі з олігоцену-пліоцену Європи.

## Види
- Рід Latonia
  - Latonia nigriventer
  - †Latonia gigantea (Lartet 1851)
  - †Latonia ragei Hossini, 1993
  - †Latonia seyfriedi Meyer 1843
  - †Latonia vertaizoni (Friant, 1944)